# スペリオル (ウィスコンシン州)

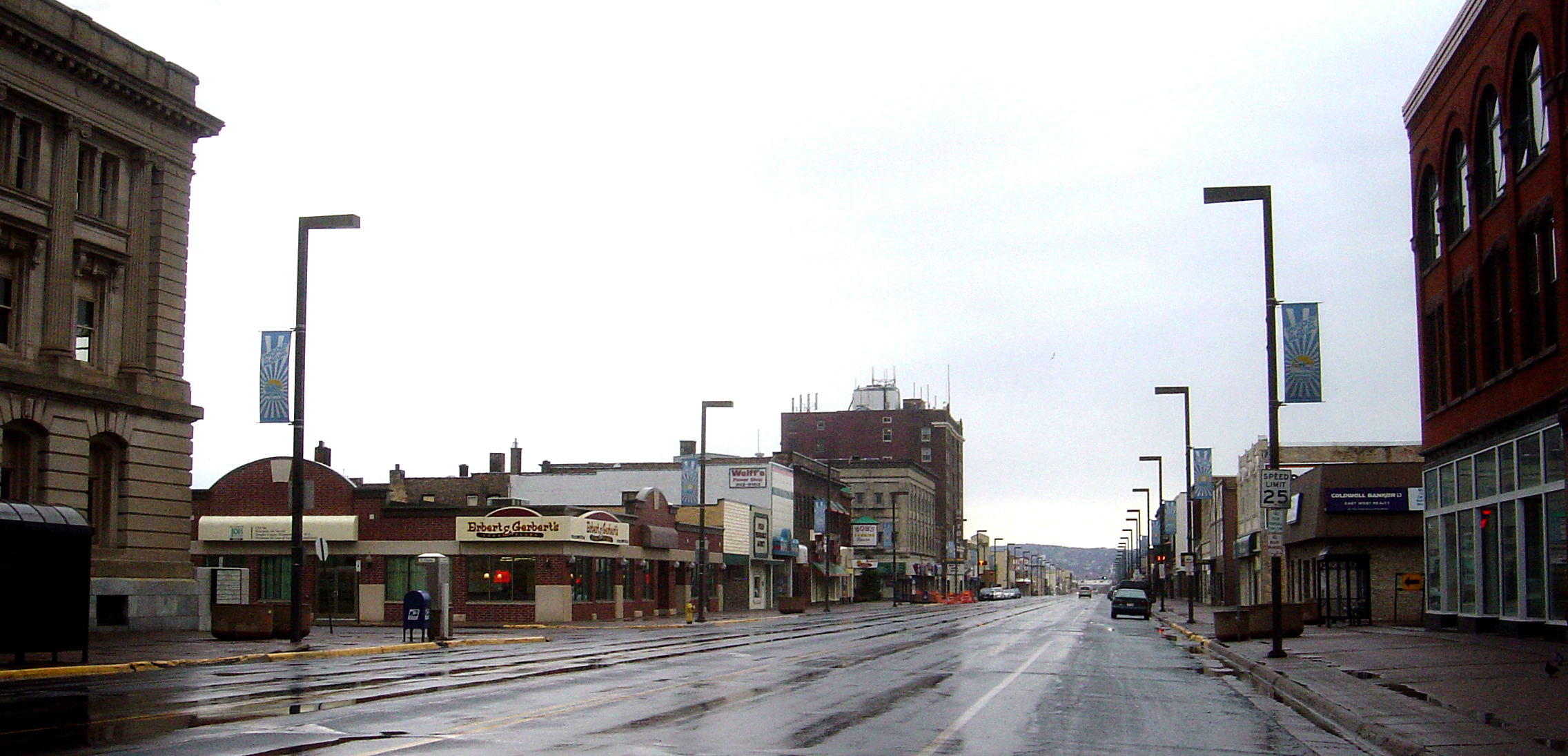
スペリオル市中心部

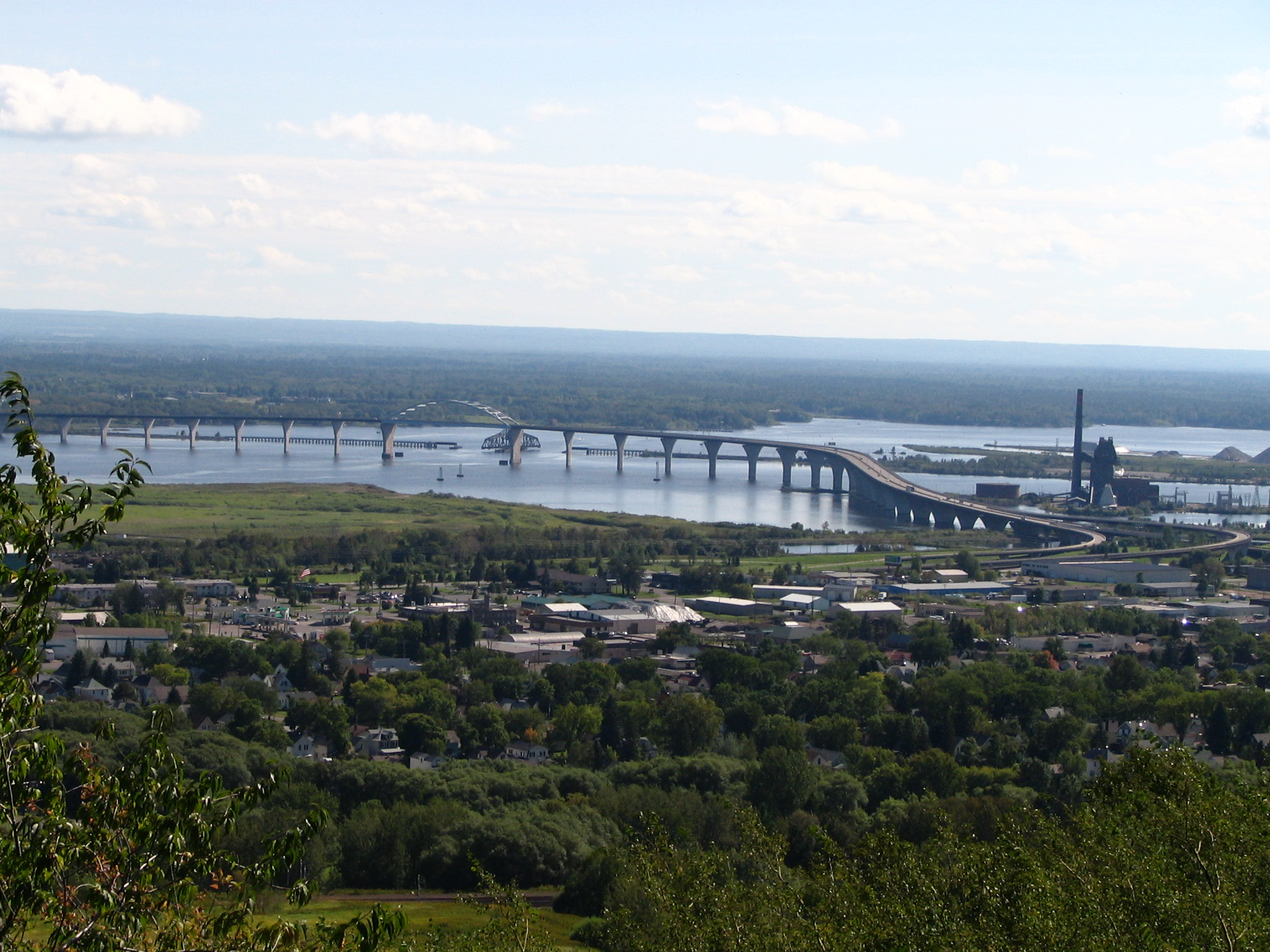
ダルースとスペリオルをつなぐ2本の橋のうちのひとつ、リチャード・I・ボング記念橋（Richard I. Bong Memorial Bridge）。アーチ部分には日本製の鉄が使われている。

スペリオル（Superior）は、アメリカ合衆国ウィスコンシン州の都市。ダグラス郡の郡庁所在地である。人口は2万6751人（2020年）。スペリオル湖の港湾都市でありセントルイス川対岸のミネソタ州ダルースとともに都市圏を形成している。市の南にはスペリオル町およびスペリオル村が隣接している。
スペリオル港はダルース港と同じ湾を共有しており、これら2つの港をあわせてTwin Ports（双子の港）と呼ばれている。この「双子の港」はメサビ鉄山をはじめとするミネソタ州北東部の鉄山で産出される鉄鉱石の積出港であり、五大湖・セントローレンス水路の起点となっている、同水路上で最も重要な港湾のひとつである。

## 歴史
ヨーロッパ人が入植する何千年も前にこの周辺に住んでいたネイティブ・アメリカンたちは、マウンド・ビルダー (Mound Builder) と呼ばれる、塚を築いての土葬を行う種族であった。また、彼らは周辺の山で銅の採掘を行い、武器・道具・装飾品などの青銅器も作っていた。これらの青銅器は彼らが葬られた塚から出土された。文明水準の高かったこの種族は最終氷期が終わった直後にスペリオル湖岸のこの一帯に住み着くようになった。
この一帯に初めてヨーロッパ人が足を踏み入れたのは1618年のことであった。フランスの地理学者サミュエル・ド・シャンプランの航海調査員だったスティーブン・ブルール (Stephen Brule) はスペリオル湖の南岸を航行し、この地のオジブワ族に出会った。ケベックに帰還すると、ブルールはこの地から持ち帰った銅のサンプルとともに、この地の土産話を聞かせた。1632年に発表されたシャンプランの地図には、ラック・スペリオル・ド・トレーシー (Lac Superior de Tracy) と記されたスペリオル湖とフォンデュラク (Fond du Lac) と記されたスペリオル湖南岸の地が載っていた。1692年、ハドソン湾会社はセントルイス川の対岸、ダルース側にネイティブ・アメリカンとの毛皮の取引を行うための取引所を開設した。またその頃、この入植地に訪れた白人の使節団は文明をもたらした。
その後100年近くは毛皮の取引所が増設されることはなかった。この地域で2番目となる取引所は1787年に開設されたもので、これはスペリオル側に建てられた。1800年にこの取引所は消失してしまったが、すぐにドイツ移民のヨハン・ヤコブ・アストル (John Jacob Astor) の毛皮会社の取引所がダルース側に建てられた。
またこの一帯は水上交通の要衝であった。スペリオル湖に流れ込む川とミシシッピ川の支流とがウィスコンシン州ソロンスプリングス (Solon Springs) 付近の分水嶺での短い連水陸送で連絡できたからである。この交通路はウィスコンシンの毛皮取引商にもよく使われた。特にフランスとフォックス・インディアンの戦いの最中には、南からの陸路が戦争のために通行不能であったため、この北回りの水路は貴重な交通路であった。
しかしやがて毛皮の取引は下火となり、この一帯の入植地はいったんは寂れた。しかし1850年代に入るとこの一帯で銅の鉱業が興り、この地は再び活気を取り戻した。スペリオル湖東端のオンタリオ州・ミシガン州にまたがる国境の町スーセントマリーの運河に閘門が完成し、スペリオル湖とヒューロン湖・ミシガン湖、さらに下流のエリー湖・オンタリオ湖・セントローレンス川をつなぐ水上交通路が完成した。さらにスペリオル湖と太平洋を結ぶ大陸横断鉄道の計画もなされ、後にノーザン・パシフィック鉄道として実現された。1854年にはスペリオルはウィスコンシン州の正式な市になった。1857年にアメリカ合衆国全土を襲った経済不況によって再び寂れるが、1860年代後半に入るとミネソタ州側のアイアン・レンジで鉄鉱石の鉱業が興り、スペリオルはすでに港湾都市としての地位を確立していたダルースと共に水上・陸上交通のハブとして発展していくようになった。

## 地理

ダグラス郡内の位置

スペリオルは北緯46度42分25秒 西経92度5分7秒 / 北緯46.70694度 西経92.08528度に位置している。ミネソタ州ダルースとはセントルイス川を挟んで対岸に位置している。セントルイス川はミネソタ州の川であるが、ダルース・スペリオル付近ではウィスコンシン州との州境線になっている。このセントルイス川にはダルースとスペリオルを結ぶ橋が2本かかっている。
セントルイス川の河口にはミネソタ・ポイントという砂州が形成されている。この砂州は淡水にできたものとしては世界最長の長さである。砂州上はすべてミネソタ州の州域になっている。内側の湾にはダルース港とスペリオル港がそれぞれ両岸に向かい合うように造られている。
アメリカ合衆国統計局によると、スペリオル市は総面積143.6km² (55.4mi²) である。そのうち95.7km² (36.9mi²) が陸地で47.9km² (18.5mi²) が水域である。総面積の33.36%が水域となっている。市街地は東西方向、南北方向ともに3km程度の範囲内に収まっている。

## 経済

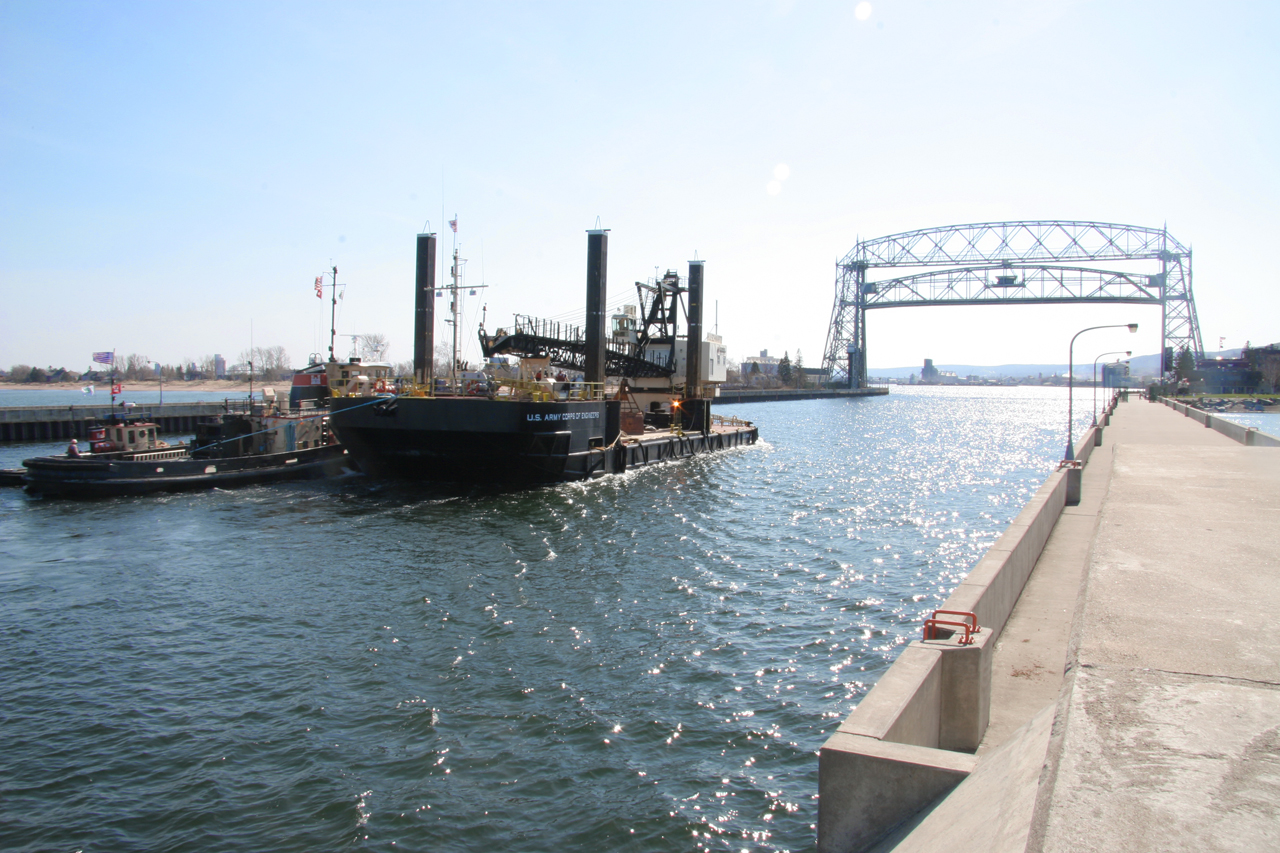
開閉式のエアリアル橋

スペリオル港はダルース港とともに五大湖・セントローレンス水路で最も重要な港のひとつである。この2つの港にはアメリカ合衆国内のみならず、国外からも船舶が来航する。主な取扱貨物はメサビ鉄山をはじめとするミネソタ州北東部の鉄山で産出された鉄鉱石であり、その他に穀物なども取り扱う。ダルース港・スペリオル港は20世紀の前半から中盤にかけては栄えたが、1970年代頃から地位は低下していった。しかし近年中華人民共和国での鉄鋼需要が高まると同国への輸出貨物（主にタコナイト）が増加し、港は再び息を吹き返した。2004年、ダルース港とスペリオル港をあわせた総貨物取扱量は4,140万トンで、これは1979年以来最大であった。
地元の企業としては、ポリ塩化ビニルを主に生産する化学工業のフェンテック (Fen-Tech, )、プラスチックフィルムを生産するチャーター・フィルムズ (Charter Films)、剪断機やかきざおを製造するジェネシス・アタッチメンツ (Genesis Attachments)、自動車用オイルや潤滑油を生産するアムズオイル (AMSOIL) などがある。

## 教育
スペリオルの中心部にキャンパスを構えるウィスコンシン大学スペリオル校は州立大学ではあるが、学生数約2,800人（うち学部生約2,500人）の小規模なリベラル・アーツ・カレッジである。もとはスペリオル・ノーマル・スクール (Superior Normal School) という教員養成機関として1893年に創立された。1971年、州都マディソンに本部を置くウィスコンシン大学システムに正式に加わり、大学名も現在のウィスコンシン大学スペリオル校に改められた。同校のスポーツチーム、イエロージャケッツ (Yellowjackets) はNCAAのディビジョンIII（日本の体育会の第三部に相当）に所属している。
ウィスコンシン・インディアンヘッド工科大学 (Wisconsin Indianhead Technical College, WITC) は産学共同で技能開発と技術教育に重きを置く2年制の大学である。同校はスペリオルのほかにも州内数カ所にキャンパスを置いている。40人の常勤講師を抱える同校には毎年2,200人の学生が入学する。
このほか、対岸のダルースにはミネソタ大学システムに属する州立総合大学であるミネソタ大学ダルース校やカトリック系の中規模私立大学であるセントスコラスティカ大学 (College of St. Scholastica) がキャンパスを構えている。
スペリオルのK-12課程は主にスペリオル学区内およびメープル学区内の公立学校によって支えられている。スペリオル学区は小学校6校、中学校1校、高校1校を有し、5,000人の児童・生徒を抱えている。小学校2校、中学校1校、高校1校を有するメープル学区の公立学校では1,400人の児童・生徒が学んでいる。このほか、ダグラス郡内にはカトリック系の私立学校1校とプロテスタント系の学校2校がある。

## 註
1. ↑  “Quickfacts.census.gov”. 2024年4月2日閲覧。